# Альманах лівого мистецтва
«Альманах лівого мистецтва». Театр. Музика. Малярство. — український журнал, мистецький збірник, виданий Західно-українським мистецьким об'єднанням на кошти авторів А. Босого, Святослава Гординського, Миколи Колесси, З. Лісси, А. Коломійця, Івана Крушельницького (головний редактор). Вийшов у Львові лише № 1 у грудні 1931 року, після чого видання було заборонене польським урядом.

## Вміст
Обкладинка журналу була оформлена за проектом Святослава Гординського. Матеріали видання стосувалися майже всіх видів мистецтва, зокрема про театр писали С. Гординський, А. Босий, Н. Міляда; про музику — Зіновій Лисько, З. Лісса. Були надруковані ноти хорового твору Миколи Колесси «Новобранці». Образотворче мистецтво було представлене статтями Святослава Гординського, Р. Кальтофена, Ф. Льєже. Вміщував багато ілюстрацій. Опубліковані нотатки про організацію мистецьких об'єднань, відкриття виставок.